# هانك ماسون
هانك ماسون (بالإنجليزية: Hank Mason)‏ هو لاعب كرة قاعدة أمريكي، ولد في 19 يونيو 1931 في مارشال في الولايات المتحدة.

## وصلات خارجية
- هانك ماسون على موقع دوري كرة القاعدة الرئيسي (الإنجليزية)
- هانك ماسون على موقعبيزبول رفرنس.كوم (الدوري الرئيسي) (الإنجليزية)
- هانك ماسون على موقعبيزبول رفرنس.كوم (الدوري الثانوي) (الإنجليزية)